# Chörten

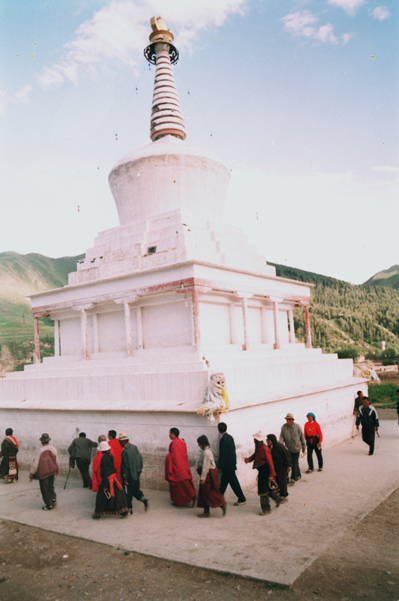
Circunvalación en torno al chörten del monasterio de Labrang en Gansu.

Chörten (tibetano : མཆོད་རྟེན།, Wylie: mchod rten, THL: chörten, pronunciado Tcheutèn) es el nombre tibetano de las estupas budistas, que se encuentran en el conjunto de Asia. Son llamados también dagoba en Sri Lanka. Los chörtens se construyeron en las regiones del Himalaya.
Constituyen la expresión arquitectónica más difundida del budismo. Los hay de distintos tamaños.

## Orígenes
La estupa india fue inicialmente una construcción perenne que simbolizaba un monumento funerario sin espacio interior accesible. La primera se construyó en India, en el siglo II a. C. Era un de los símbolos de la religión budista, en una época en la que las imágenes religiosas no eran admitidas.
Los primeros chörtens del Tíbet estaban destinados a recibir las reliquias del Buda Gautama. Se convirtieron en receptáculos para los cuerpos de los tibetanos considerados santos. Los restos de los dignatarios como el dalái lama o el panchen lama se inhumban en un chörten de grandes dimensiones o de oro. Otros chortens contienen los textos sagrados. El Tíbet contaba con millares de chörtens erigidos en memoria de grandes maestros, o para albergar reliquias y ofrendas, pero fueron casi todos destruidos durante la revolución cultural en el Tíbet, y también antes.

### De la estupa al chörten

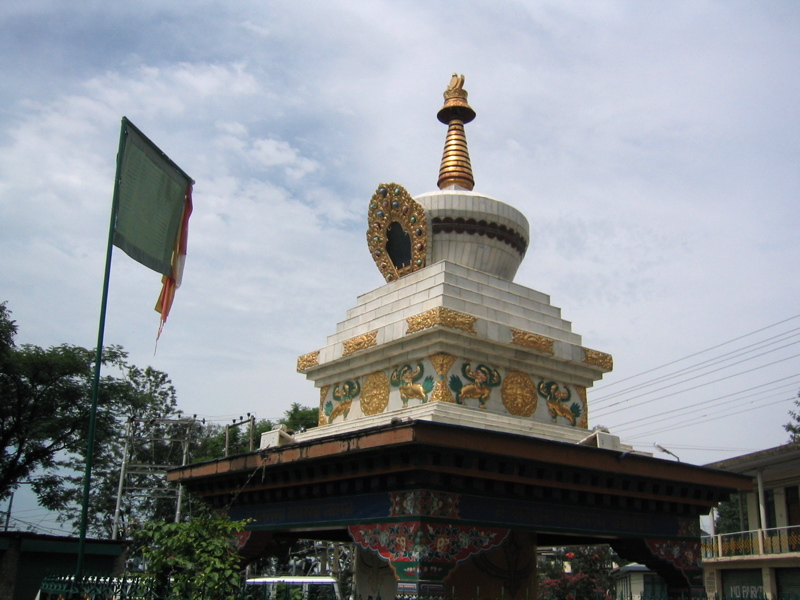
Estupa construida por Thubten Ngodup y consagrada por Khamtrul Rinpoché en Gangchen Kyishong, Dharamsala.

La forma de la estupa tuvo una gran variación en su difusión en el continente asiático, pues cada región desarrolló su propio estilo. Así, en el Tíbet, al igual que en Bután, en Ladakh y Sikkim, la estupa se convirtió en chorten, con su forma característica de bombilla, mientras que en Birmania y el sudeste asiático, adoptó la forma de típica campana.
Existen ocho formas de estupa. Una de ellas, llamada la «victoria sobre Māra», fue escogida para la construcción de una estupa dedicada al gobierno tibetano en exilio, en Gangchen Kyishong, cerca de Dharamsala, por Thubten Ngodup. Firmemente anclada a la tierra, tiene reputación de tener el poder de oponerse a las fuerzas negativas subterráneas.

## Arquitectura
Existen chörtens de todos los tamaños, desde la escultura en miniatura colocada sobre un altar, hasta el edificio monumental, y de varios colores.

### Materiales
A causa de la relativa escasez de madera en el Tíbet, en ausencia de construcciones monumentales de piedra, el chörten se construía con los mismos materiales que las granjas y los monasterios: ladrillos secados o piedras escuadradas con un revestimiento de yeso.

### Estilo de chörtens

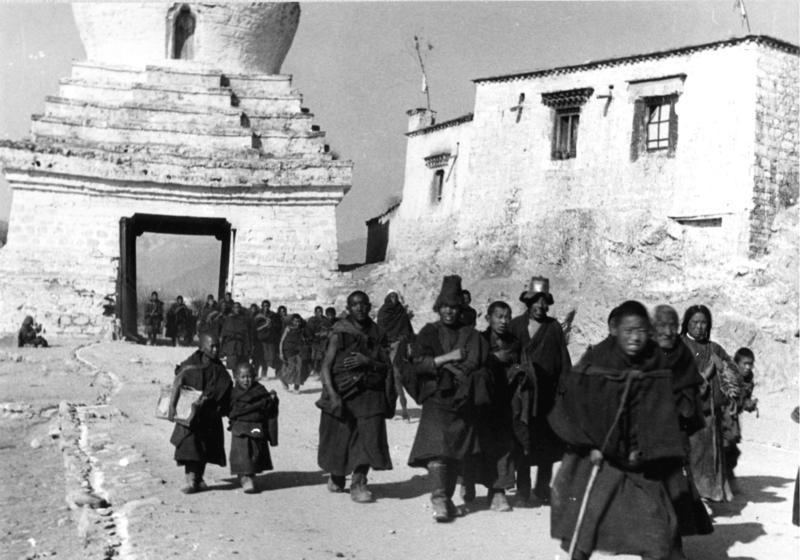
Chörten que sirve de puerta de la ciudad de Lhasa (1938).

El estilo de los chörtens va de la copia de las estupas indias (sobre todo las de Cachemira o las de la dinastía Pala) a los edificios complejos construidos en varios niveles con espacios interiores accesibles y reservados al culto, como el chörten de Gyantse, también denominado kumbum, el más importante del Tíbet; hay otros que tienen forma de puerta.
Hay también pequeños chortens votivos de cobre.
La planta de los chörtens tibetanos varía, yendo de la circular en Kham a la planta cuadrada en Ladakh. 
En los chörtens se cuelgan también las banderas de plegarias budistas.

## Simbolismo

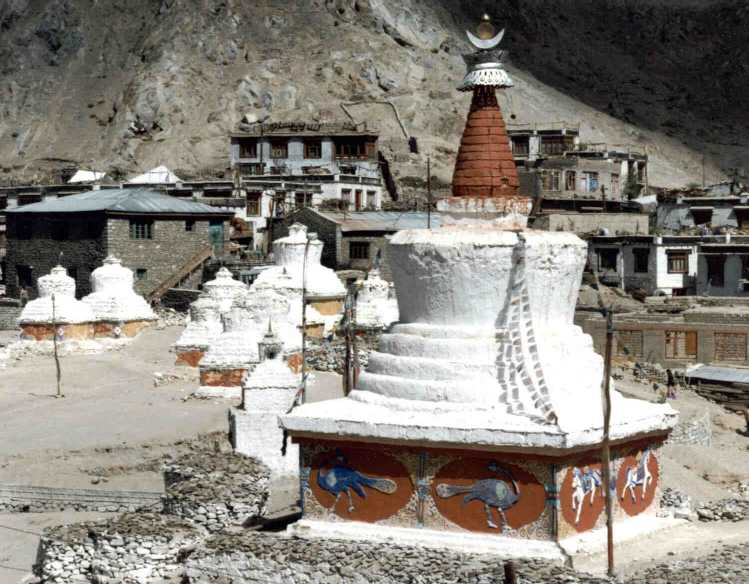
Chörten en Ladakh.

Los chortens se construyeron y todavía se levantan en el conjunto de las regiones del Himalaya.
Bajo una aparente sencillez, el chörten responde a un simbolismo complejo. Autoriza varios niveles de interpretación.
Representa primeramente los tres refugios del budismo:
- los cuatro escalones de abajo simbolizan la comunidad de religiosos (sangha),
- la base cúbica reenvía a la enseñanza de Buda (dharma). El bulbo de reverso evoca el mismo Buda.
- la cúpula invertida evoca al propio Buda.[1]

La forma de sus diferentes partes tiene un sentido simbólico bien preciso. 
- El eje central representa el eje del mundo, que conecta los infiernos, la Tierra y los cielos.
- La base cuadrada es similar al elemento tierra, representa la ética de la práctica espiritual de las «diez virtudes» sobre la cual se sustenta la práctica espiritual.
- La parte redondeada o cúpula simboliza una gota, el elemento agua, es decir, la fluidez.
- La parte en forma de llama, con en general sus trece discos apilados, simboliza el elemento fuego, es decir, el calor, y los trece estados suprahumanos.
- La media luna o luna creciente representa el elemento aire, es decir, la transparencia.
- Finalmente el círculo estrechándose hacia un punto en el espacio (el sol coronado por una llama) simboliza el elemento éter, es decir, la sutileza.[6][1]

Esquemáticamente el chorten corresponde a los múltiples aspectos de la evolución hacia el despertar. Esta evolución implica cinco sabidurías, asociadas cada una a un Dhyani Buddha. De abajo hacia arriba, los elementos de los chorten, las cinco sabidurías y los cinco Dhyani-Buddha están asociados como sigue:
- la base: la sensatez de la identidad: Ratnasambhava,
- la cúpula la sabiduría del espejo: Akshobhia,
- el tallo con los trece discos: la sabiduría de la discriminación: Amitābha,
- la luna: la perfección de los actos: Amoghasiddhi,
- el sol: la sabiduría de la ley: Vairochana.[1]

Si las esculturas son la representación del cuerpo de Buda y los textos sagrados transmiten su palabra, el chörten es el vector de su espíritu. Puede contener diferentes reliquias sagradas que le confieren su poder. Así el chörten puede transmitir la bendición del Buda.

### Las ocho vidas del Buda

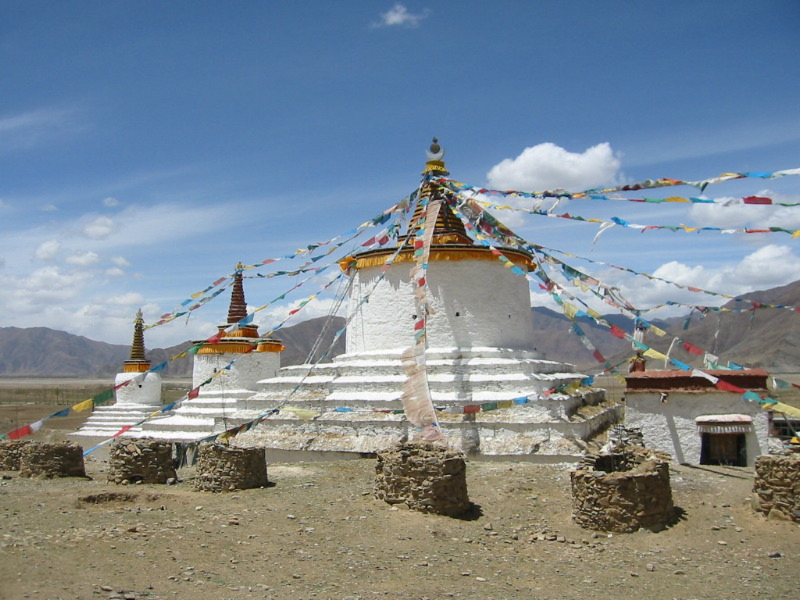
Chörtens entre Lhasa y Ganden.

Existen varios tipos de chörten, los ocho principales corresponden a la vida de Buda. Presentan cada uno un detalle que los diferencia de los demás:
- el chörten de la multitud del loto correspondiente a su nacimiento
- el chörten del despertar,
- el chörten de la puesta en movimiento de la rueda del dharma, correspondiente a la primera enseñanza,
- el chörten del descenso del mundo de los dioses del cual vino Buda,
- el chörten de la reconciliación,
- el chörten de los prodigios,
- el chörten de la verdadera victoria (sobre la muerte),
- el chörten del páranirvana (la muerte de Buda).

### Circunvalaciones
El chörten debe ser rodeado por la izquierda en señal de respeto. Como con la estupa, es posible obtener el valor caminando alrededor de un chorten en el sentido de las agujas del reloj, siguiendo el camino del sol. A esto se le llama circunvalación, rito que se encuentra en numerosas religiones y creencias.

## Chörtens célebres

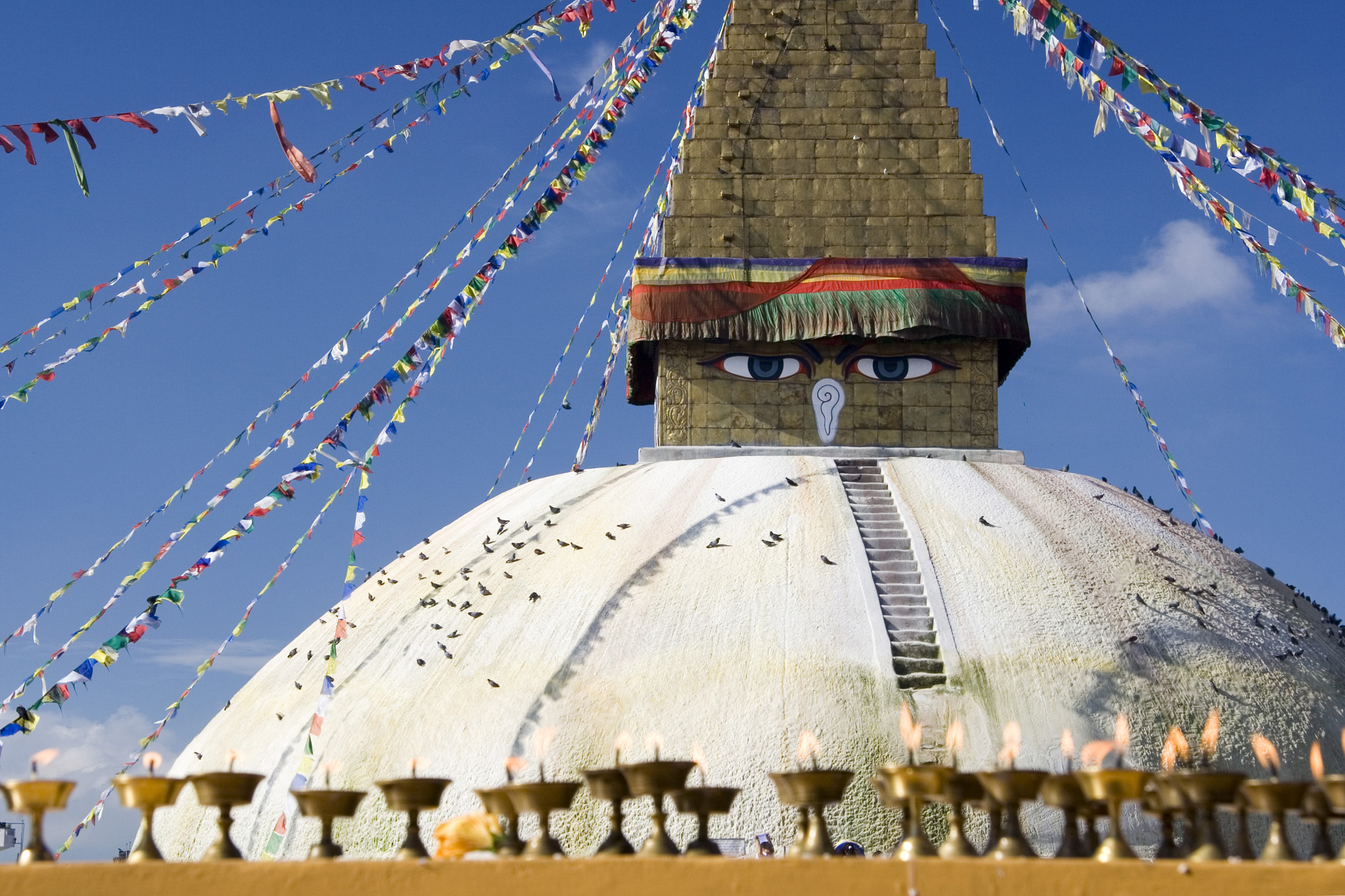
La estupa de Bodnath en Katmandú, Nepal.

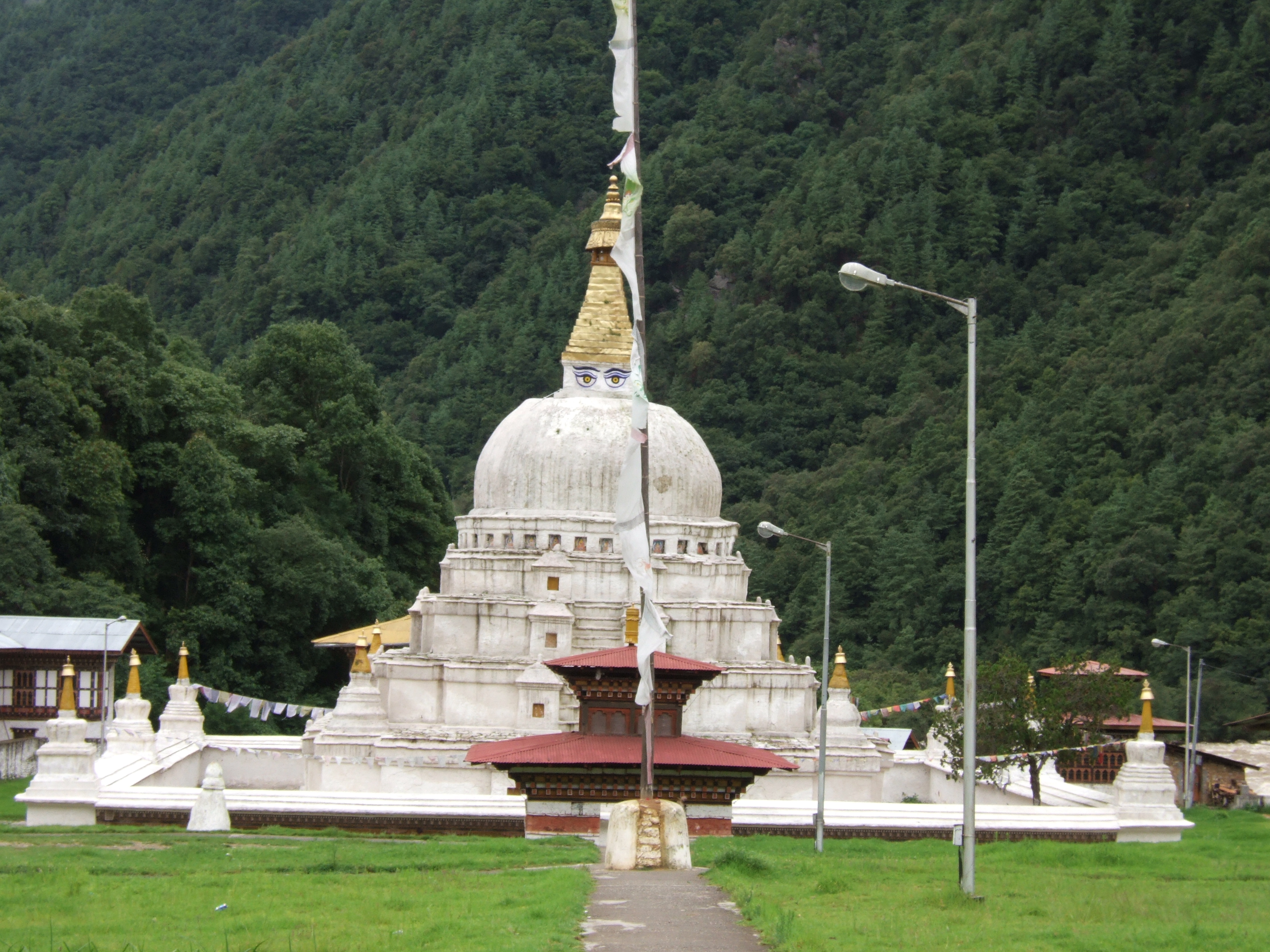
El chörten Kora, en el distrito de Trashiyangtse en Bután.

- La estupa de Boudhanath, llamado chorten Chenpo en tibetano.[10]
- El chorten Kora, es un chörten importante del distrito de Trashiyangtse, al noreste de Bután.
- El Kumbum (literalmente, 100 000 imágenes) escalonado de Gyantse, perteneciente al monasterio de Palcho en la Región Autónoma del Tíbet. Financiado por un príncipe de Gyantse en 1427, fue un importante centro del budismo tibetano de la doctrina Sakya. Contiene 77 capillas repartidas en seis pisos y está decorado con más de 10 000 pinturas murales, muchas de las cuales permanecen relativamente intactas y muestran una fuerte influencia nepalí. Son las últimos de este tipo en el Tíbet. Muchas estatuas restauradas de arcilla son de menor calidad artística que las originales destruidas, pero son espectaculares.[11]
- El chörten del monasterio de Kirti, en la prefectura autónoma tibetana y qiang de Ngawa.
- El chörten conmemorativo de Timbu en Bután.[12]
- El Karma Deleg Chö Phel Ling de la ciudad de Hantum en los Países Bajos.

## En el cómic
En 1960, Tintín en el Tíbet del dibujante Hergé presentó varios chörtens en su relato. El capitán Haddock aprende en este episodio que un chörten tiene que rodearse por la izquierda, si no los «demonios montan en cólera».